# Salzburger Emigrationspatent
Das Salzburger Emigrationspatent des Erzbischofs Leopold Anton von Firmian ordnete 1731  die Ausweisung der etwa 20.000 Salzburger Protestanten (Salzburger Exulanten) an. Verfasser war vermutlich sein Hofkanzler Christani di Rallo.
Seit der Reformation hatte es im Erzstift Salzburg mehrere Wellen der Verfolgung und Ausweisung von Protestanten gegeben, die je nach wirtschaftlicher Lage und politischem Ziel strenger oder auch weniger rigoros unterdrückt wurden. Das Emigrationspatent war auf den 31. Oktober 1731 datiert und wurde den Untertanen am 11. November 1731 verlautbart. Zunächst wurden 4.000 Grundbesitzlose Mägde und Knechte zusammengefangen und deportiert. Ab Mai 1732 wurden vor allem Handwerker- und Bauernfamilien des Landes verwiesen. Fast ein Viertel der Ausgewiesenen überlebten die mühsamen Märsche im Zuge der Vertreibung nicht. Alle Protestanten, die älter als zwölf Jahre waren, hatten das Land innerhalb von acht Tagen zu verlassen. Die Bauern bekamen zwölf Wochen Zeit, ihren Besitz zu verkaufen. Insgesamt, so schätzt man, wanderten 17.000 Salzburger aus. Bis 1837 wurden landesweit „überführte“ Protestanten des Landes verwiesen. 
König Friedrich Wilhelm I. in Preußen erklärte sich bereit, die Vertriebenen in seinen entvölkerten Ostprovinzen anzusiedeln. Erst 1740 und auf mehrmaliges Betreiben des preußischen Königs hin wurden die überlebenden Emigranten für den Verlust der Höfe teilweise entschädigt. Die Vertreibung entsprach zwar weitgehend dem „geltenden“ Reichsrecht, des „cuius regio, eius religio“ (Der Landesfürst bestimmt die Religion der Untertanen), die Umstände der Vertreibung (u. a. ohne Einhaltung der Fristen) – erregten aber europaweit Widerwillen. Vergleichsweise besser hatten es die Emigranten, wenn sie in Ostpreußen ankamen. Mittellose Bauern bekamen hier vom preußischen König ein Stück Land zur Verfügung, Handwerker konnten ihrem Gewerbe in den Städten ungehindert nachgehen. Goethes Hermann und Dorothea geht auf eine Episode der Salzburger Emigration zurück. Die wirtschaftlichen Folgen für das Erzstift Salzburg durch den hohen Bevölkerungsverlust der Vertreibung hielten sich – entgegen älteren Annahmen – in Grenzen. Im Jahre 1966 bedauerte der Salzburger Erzbischof Andreas Rohracher im Rahmen eines Festaktes die Vertreibung.

## Weblink
- Urkunde: Salzburg, Erzstift (798-1806) AUR 1731 X 31. In: Monasterium.net. ICARUS – International Centre for Archival Research (Emigrationspatent von 1731 im Haus-, Hof- und Staatsarchiv in Wien).